# Rena Bitter

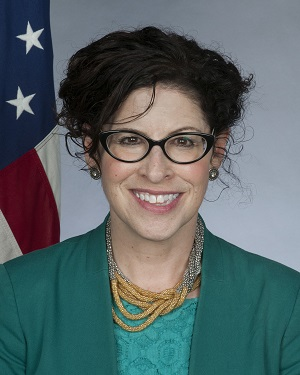
Rena Bitter

Rena Bitter ist eine US-amerikanische Diplomatin, von 2016 bis 2020 Botschafterin in der Demokratischen Volksrepublik Laos und seit 2021 Assistant Secretary of State for Consular Affairs.

## Leben
Bitter erhielt einen Bachelor of Science von der Northwestern University und einen Juris Doctor von der Southern Methodist University Dedman School of Law, worauf sie 1994 Mitglied des United States Foreign Service wurde. Als Special Assistant arbeitete sie von 2000 bis 2001 im Executive Secretariat des Außenministeriums und von 2001 bis 2002 für den Außenminister Colin Powell. Darauf wirkte sie in London, von 2002 bis 2003 als Transatlantic Diplomatic Fellow und von 2003 bis 2005 als Leiterin der Nonimmigrant Visa-Abteilung der Botschaft. In Amman war sie von 2006 bis 2009 Consular Section Chief. Zurück in Washington, D. C. war sie von 2009 bis 2010 Deputy Director und von 2010 bis 2012 Director des Operations Center. Nachdem sie von 2013 bis 2016 den Posten des Konsuls in der vietnamesischen Ho-Chi-Minh-Stadt innegehabt hatte, ernannte sie der Präsident Barack Obama zur Botschafterin in Laos. 2020 wurde sie zurückberufen, um Dean der Leadership and Management School des Foreign Service Institutes zu werden; ihr Nachfolger wurde Peter M. Haymond. 2021 ernannte Präsident Joe Biden sie zum Assistant Secretary of State for Consular Affairs.